# Adrien Ponsard
Pour les articles homonymes, voir Ponsard.
Adrien Ponsard est un footballeur français, né le 19 mai 1975 à Firminy dans le département de la Loire. Il joue au poste d'attaquant de la fin des années 1990 au début des années 2000.
Il effectue sa carrière professionnelle au sein de AS Saint-Étienne avec qui il est champion de France de division 2 en 1999 puis au Nîmes Olympique et au FC Martigues.

## Biographie
Adrien Ponsard découvre le football au sein du GS Dervaux Chambon, club du Chambon Feugerolles, puis en pupilles rejoint l'Olympique de Saint-Étienne. Non conservé au bout de trois ans par son club, il retourne au GS Dervaux jusqu'en séniors. 
Après une saison qui le voit finir meilleur buteur de promotion d'honneur régionale, il rejoint l'USF Le Puy avec qui il réussit la montée en CFA2 en marquant 30 buts,.
Il est repéré par l'AS Saint-Étienne lors d'un match amical opposant les Ponots aux Stéphanois où il inscrit un but à Jérôme Alonzo. Devant faire face à l'indisponibilité de Nestor Subiat en début de saison, les dirigeants stéphanois lui font signer un contrat d'un an. Il fait ses débuts en équipe première, le 22 août 1998, en remplaçant Fabrice Lepaul lors d'un match à domicile disputé face à l'EA Guingamp qui se conclut sur un score nul et vierge. La semaine suivante, il marque son premier but lors d'un déplacement au Troyes AF après avoir remplacé Christophe Robert. En fin de saison, il termine avec ses coéquipiers, champion de Division 2. .
À la suite de l'arrivée de nombreux joueurs, il n'est pas conservé par le club pour la montée en première division. Il est alors prêté au Nîmes Olympique toujours en Division 2 mais il est victime d'une rupture des ligaments de la cheville qui l'éloigne des terrains pendant six mois.
De retour chez les Stéphanois, il refuse un nouveau prêt et signe au FC Martigues un contrat de deux ans. L'entraîneur le fait jouer au poste de milieu défensif et, il ne parvient pas à s'imposer. Il retourne en cours de saison jouer à l'USF Le Puy en CFA2, avant de revenir en National pour la saison 2001-2002 avec le club de La Roche Vendée Football mais n'y reste que quelques mois.
Il retourne alors au GS Dervaux Chambon Feugerolles en promotion d'honneur régionale puis en 2005, il rejoint le Côte-Chaude Sportif, autre club amateur de la région stéphanoise. 
En 2009, il s'engage avec l'US Feurs, entraîné par Hervé Revelli, en CFA2 mais une rupture du talon d'Achille avant le début du championnat l'oblige à arrêter définitivement le sport de haut niveau. Il retourne alors au Côte-Chaude Sportif où il joue en promotion d'honneur régionale.
Il devient ensuite contrôleur au sein de la Société de transports de l'agglomération stéphanoise et consultant pour la radio podcast Loire info pour les matchs de l'ASSE.

## Palmarès
Adrien Ponsard dispute 47 rencontres de Division 2 pour sept buts inscrits. Il est champion de France de division 2 en 1999 avec l'AS Saint-Étienne.
Il termine meilleur buteur de division d'honneur d'Auvergne en 1997 avec 25 buts inscrits et en 1998, 30 buts marqués, avec l'USF Le Puy.

## Statistiques
Le tableau ci-dessous résume les statistiques en match officiel d'Adrien Ponsard durant sa carrière de joueur professionnel.
| Saison      | Club             | Pays   | Championnat | Championnat | Championnat | Coupes nationales | Coupes nationales |
| Saison      | Club             | Pays   | Division    | Matchs      | Buts        | Matchs            | Buts              |
| ----------- | ---------------- | ------ | ----------- | ----------- | ----------- | ----------------- | ----------------- |
| 1998 - 1999 | AS Saint-Étienne | France | Division 2  | 26          | 6           | 4                 | 0                 |
| 1999 - 2000 | Nîmes Olympique  | France | Division 2  | 18          | 1           | -                 | -                 |
| 2000 - 2001 | FC Martigues     | France | Division 2  | 3           | 0           | -                 | -                 |
| Total       | Total            | Total  | Total       | 47          | 7           | 4                 | 0                 |